# Генрих I (граф Люксембурга)
Генрих I (нем. Heinrich I, фр. Henri I; 960 — 27 февраля 1026) — граф Люксембурга с 988 года и герцог Баварии под именем Генрих V в 1004—1008 и 1017—1026 годах, старший сын графа Люксембурга Зигфрида и Гедвиги.

## Биография
Генрих носил титул графа Арденненгау ещё в 993 году, до смерти своего отца. В 1001 и 1002 году Генрих сопровождал императора Оттона III в его походе в Италию.
В 1004 году Генрих получил Баварию от короля Германии Генриха II Святого, женатого на его сестре Кунигунде. Выбор Генриха был также поддержан баварской знатью. В 1004 и 1005 годах он участвовал в кампании императора против князя Польши Болеслава I Храброго, но уже в 1008 году Генрих I восстал против короля, и в 1009 году последний лишил графа Люксембурга владений в Баварии и вернул себе титул герцога. В декабре 1017 года, при заступничестве архиепископов Хериберта Кёльнского и Поппо Трирского, император в том же году возвратил Баварию Генриху I.
В 1024 году, после смерти императора Генриха II, Генрих I поддержал кандидатуру Конрада II из Салической династии на императорский трон.
Генрих не был женат и умер в 1026 году. Его люксембургские владения перешли к племяннику Генриху II, а Бавария вернулась под управление императора, который через год передал герцогство своему сыну Генриху. Вероятно, Генрих I был похоронен в Остерхофене, в Нижней Баварии. Он являлся покровителем аббатств Санкт-Максимин в Трире и Санкт-Виллиброрд в Эхтернахе, которые принадлежали его семье.